# Campionati europei Under-17 2024 (hockey su pista)
I campionati europei Under-17 2024 sono stati la 42ª edizione del torneo di hockey su pista per squadre nazionali maschili Under-17.
Il torneo si è svolto a Olot, in Spagna dal 15 al 20 luglio 2024. 

## Formula
Il torneo ha visto la partecipazione di 8 squadre nazionali, per cui l’organizzazione ha deciso di dividere queste ultime in due gironi, decisione già presa per varie edizioni precedenti.
I gironi erano composti rispettivamente da 4 squadre ciascuno.
Questa divisione è dovuta al ritiro di Israele dal campionato.

## Fase preliminare

### Girone A
| Squadra    | Pt | G | V | N | P | GF | GS | GD  |
| ---------- | -- | - | - | - | - | -- | -- | --- |
| Portogallo | 7  | 3 | 2 | 1 | 0 | 10 | 2  | 8   |
| Spagna     | 5  | 3 | 1 | 2 | 0 | 10 | 5  | 5   |
| Italia     | 3  | 3 | 1 | 0 | 2 | 6  | 9  | -3  |
| Francia    | 1  | 3 | 0 | 1 | 2 | 3  | 13 | -10 |

| Olot 15 luglio 2024 1ª giornata | Francia | 0 – 4 | Italia | Pavellò Municipal d’Esport “Josep Jou” |

| Olot 15 luglio 2024 1ª giornata | Spagna | 1 – 1 | Portogallo | Pavellò Municipal d’Esport “Josep Jou” |

| Olot 16 luglio 2024 2ª giornata | Portogallo | 6 – 0 | Francia | Pavellò Municipal d’Esport “Josep Jou” |

| Olot 16 luglio 2024 2ª giornata | Italia | 1 – 6 | Spagna | Pavellò Municipal d’Esport “Josep Jou” |

| Olot 17 luglio 2024 3ª giornata | Italia | 1 – 3 | Portogallo | Pavellò Municipal d’Esport “Josep Jou” |

| Olot 16 luglio 2024 3ª giornata | Spagna | 3 – 3 | Francia | Pavellò Municipal d’Esport “Josep Jou” |

### Girone B
| Squadra     | Pt | G | V | N | P | GF | GS | GD |
| ----------- | -- | - | - | - | - | -- | -- | -- |
| Germania    | 7  | 3 | 2 | 1 | 0 | 10 | 4  | 6  |
| Svizzera    | 6  | 3 | 2 | 0 | 1 | 5  | 2  | 3  |
| Inghilterra | 4  | 3 | 1 | 1 | 1 | 10 | 10 | 0  |
| Austria     | 0  | 3 | 0 | 0 | 3 | 3  | 12 | -9 |

| Olot 15 luglio 2024 1ª giornata | Svizzera | 3 – 1 | Inghilterra | Pavellò Municipal d’Esport “Josep Jou” |

| Olot 15 luglio 2024 1ª giornata | Austria | 0 – 5 | Germania | Pavellò Municipal d’Esport “Josep Jou” |

| Olot 16 luglio 2024 2ª giornata | Austria | 0 – 2 | Svizzera | Pavellò Municipal d’Esport “Josep Jou” |

| Olot 16 luglio 2024 2ª giornata | Inghilterra | 4 – 4 | Germania | Pavellò Municipal d’Esport “Josep Jou” |

| Olot 17 luglio 2024 3ª giornata | Germania | 1 – 0 | Svizzera | Pavellò Municipal d’Esport “Josep Jou” |

| Olot 17 luglio 2024 3ª giornata | Austria | 3 – 5 | Inghilterra | Pavellò Municipal d’Esport “Josep Jou” |

## Quarti di finale
| Olot 18 luglio 2024 Quarti di finale | Germania | 1 – 3 | Francia | Pavellò Municipal d’Esport “Josep Jou” |

| Olot 18 luglio 2024 Quarti di finale | Svizzera | 1 – 6 | Italia | Pavellò Municipal d’Esport “Josep Jou” |

| Olot 18 luglio 2024 Quarti di finale | Portogallo | 9 – 0 | Austria | Pavellò Municipal d’Esport “Josep Jou” |

| Olot 18 luglio 2024 Quarti di finale | Spagna | 10 – 0 | Inghilterra | Pavellò Municipal d’Esport “Josep Jou” |

## Fase finale
Le semifinali e le finali si sono tenute nei giorni 19 e 20 luglio 2024.

### Semifinali
| Semifinali 1ª - 4ª posizione | Risultato |
| ---------------------------- | --------- |
| Portogallo - Francia         | 3 - 0     |
| Spagna - Italia              | 4 - 2     |
| Semifinali 5ª - 8ª posizione | Risultato |
| Inghilterra - Svizzera       | 0 - 6     |
| Austria - Germania           | 1 - 4     |

### Finali 1ª - 6ª posizione
| Finali 1ª - 2ª posizione | Risultato |
| ------------------------ | --------- |
| Portogallo - Spagna      | 5 - 2     |
| Finali 3ª - 4ª posizione | Risultato |
| Francia - Italia         | 2 - 3     |
| Finali 5ª - 6ª posizione | Risultato |
| Svizzera - ' Germania’   | 0 - 1     |

### Finali 7ª e 8ª posizione
| Finali 7ª - 8ª posizione | Risultato |
| ------------------------ | --------- |
| Inghilterra - Austria    | 3 - 0     |

## Classifica finale
| Posizione | Squadra     |
| --------- | ----------- |
|           | Portogallo  |
|           | Spagna      |
|           | Italia      |
| 4         | Francia     |
| 5         | Germania    |
| 6         | Svizzera    |
| 7         | Inghilterra |
| 8         | Austria     |